# Ranunculus gueneri
Ranunculus gueneri är en ranunkelväxtart som beskrevs av Ayasligil och P. H. Davis. Ranunculus gueneri ingår i släktet ranunkler, och familjen ranunkelväxter. Inga underarter finns listade i Catalogue of Life.